# Inverzní beta rozpad
Inverzní beta rozpad, běžně označovaný zkratkou IBD, je jaderná reakce zahrnující rozptyl elektronového antineutrina a protonu, za vytvoření pozitronu a neutronu. Tento proces se běžně používá v detekci elektronových antineutrin v neutrinových detektorech, jako byla první detekce antineutrin v Cowanově–Reinesově neutrinovém experimentu, nebo v neutrinových experimentech jako KamLAND či Borexino. Je to základní proces při pokusech zahrnujících nízkoenergetická neutrina (< 60 MeV), například při studiu neutrinových oscilací, reaktorových neutrin, sterilních neutrin a geoneutrin.

## Reakce
Inverzní beta rozpad probíhá jako
{\displaystyle {\bar {\nu }}_{e}+p\to e^{+}+n},
kde elektronové antineutrino ({\displaystyle {\bar {\nu }}_{e}}) interaguje s protonem (p) za vzniku pozitronu ({\displaystyle e^{+}}) a neutronu (n). IBD reakce může být zahájena pouze v případě, že má antineutrino kinetickou energii alespoň 1,806 MeV (tzv. prahová energie). Většina energie antineutrina je distribuována do pozitronu vzhledem k jeho malé hmotnosti v relaci k neutronu. Pozitron okamžitě  podléhá anihilaci za vytvoření záblesku světla s energií vypočítanou jako
{\displaystyle E_{\text{vis}}=511{\text{ keV}}+511{\text{ keV}}+(E_{{\bar {\nu }}_{e}}-1806{\text{ keV}})=E_{{\bar {\nu }}_{e}}-782{\text{ keV}}},
kde 511 keV je zbytková hmota elektronu a pozitronu, {\displaystyle E_{\text{vis}}} je viditelná energie reakce a {\displaystyle E_{{\bar {\nu }}_{e}}} je kinetická energie antineutrina. Po rychlé pozitronové anihilaci, prochází neutron neutronovým záchytem na prvek v detektoru, produkuje zpožděný záblesk o energii 2,22 MeV pokud je zachycen na protonu. Čas zpoždění je 200 až 300 mikrosekund po zahájení reakce (256 mikrosekund u detektoru Borexino ). Načasování a prostorová koincidence mezi rychlou anihilací pozitronu a zpožděným neutronovým záchytem poskytuje jasný podpis reakce v neutrinových detektorech.
Inverzní beta rozpad může také někdy odkazovat na interakci elektronu a protonu za vytvoření neutrina a neutronu, nicméně tento proces se obvykle označuje jako elektronový záchyt.